# Guelwaar
Guelwaar è un film del 1992 diretto da Ousmane Sembène.